# زیبایی آشکارشده
زیباییِ آشکارشده (انگلیسی: Beauty Revealed) خودنگاره‌ای مینیاتوری از سارا گودریج هنرمند مینیاتوریست آمریکایی است که سال ۱۸۲۸ نقاشی شد. مینیاتور طرحی‌ست از سینه‌های نقاش در پوششی از جامهٔ سفید که با آبرنگ روی عاج کشیده شده‌است.
گودریج این نقاشی را به‌عنوان هدیه‌ای برای دنیل وبستر سناتور آمریکایی فرستاد که مدل خیلی از نقاشی‌ها و هم احتمالاً یکی از عشاقش بود، با این امید که نظرش را برای ازدواج با خود جلب کند که البته در این راه ناکام ماند و وبستر با شخص دیگری ازدواج کرد. بااین‌وجود خانوادهٔ وبستر پرتره را نزد خود نگه‌داشتند تا سال ۱۹۸۰ که در حراج کریستی عرضه کردند. مینیاتور در نهایت سال ۱۹۸۱ توسط خریداران اثر به موزه متروپولیتن نیویورک اهدا شد.